# Acanthosquilla multifasciata
Acanthosquilla multifasciata är en kräftdjursart som först beskrevs av James Wood-Mason 1895.  Acanthosquilla multifasciata ingår i släktet Acanthosquilla och familjen Nannosquillidae. Inga underarter finns listade i Catalogue of Life.